# Modelo neoclásico
El modelo neoclásico de crecimiento utiliza una función de producción donde el factor es el capital por unidad de trabajo. El producto viene también medido en términos de trabajo. De acuerdo con los neoclásicos este trabajo se consideraba "unidades de eficiencia". La solución exponencial refleja una economía de rendimientos constantes. Si duplicamos los factores productivos, duplicaremos el producto obtenido. Si el crecimiento es constante, la productividad del capital  también lo será. Caso contrario el modelo determina un ratio productivo que relaciona la tasa de aumento de la fuerza laboral y la tasa de ahorro.

## Condiciones de equilibrio
Las condiciones de equilibrio son las siguientes
| {\displaystyle \ a)y=f(k)\Leftarrow {\frac {Y}{L}}=F({\frac {K}{L}})} |
| {\displaystyle \ b){\frac {dK}{dt}}=sY}                               |
| {\displaystyle \ c)L=L_{0}e^{nt}}                                     |

La primera expresión refleja una función continua de producción.. La segunda es la igualdad keynesiana entre ahorro e inversión y la tercera determina que la fuerza de trabajo crece a una tasa conocida n. La variable y es igual a Y/L, producto por unidad de trabajo. La unidad de trabajo puede ser el número de trabajadores a tiempo completo o el número de horas trabajadas. k es el capital por unidad de trabajo. dK/dt es la variación del capital por unidad de tiempo. La variación del capital entre dos períodos es la inversión. L es la cantidad demandada de trabajo.

## Ecuación básica
Diferenciando la relación entre factores productivos
| {\displaystyle k={\frac {K}{L}}} |
| {\displaystyle \ kL=K}           |

Dividiendo entre L dt
| {\displaystyle \ {\frac {dkL}{Ldt}}+{\frac {dLk}{Ldt}}={\frac {dK}{Ldt}}} |

Simplificamos términos Y/L=y=f(k) y sustituimos dK/dt=sY
| {\displaystyle \ {\frac {dk}{dt}}+nk={\frac {dK}{dtL}}={\frac {sY}{L}}=sf(k)} |

La cantidad de capital por unidad d
Esta es la denominada ecuación básica del modelo neoclásico.

## Tasa constante de crecimiento
Cuando la relación entre factores trabajo y capital no varía,  dk será cero y la proporción o ratio capital, trabajo permanece constante. En la ecuación básica igualamos dk/dt=0.
| {\displaystyle \ {\frac {f(k)}{k}}={\frac {n}{s}}} |

Para hallar la relación con el modelo Harrod Domar tendremos que utilizar la variable 1/v=Y/K que es igual f(k)/k.
| {\displaystyle \ {\frac {y}{k}}={\frac {n}{s}}={\frac {Y}{K}}={\frac {1}{v}}} |

De aquí deducimos 
| {\displaystyle \ {\frac {s}{v}}=n={\frac {Y}{K}}} |

Llegamos a la tasa de crecimiento del modelo Harrod-Domar.

## Solución exponencial
Las variables crecen exponencialmente
| {\displaystyle \ Y=y_{0}L_{0}e^{nt}} |
| {\displaystyle \ K=k_{0}L_{0}e^{nt}} |
| {\displaystyle \ L=L_{0}e^{nt}}      |

El producto, el capital y la cantidad de trabajo crecerán de forma constante a la tasa n si la productividad del capital definido como Y/K permanece constante.

## Crítica
El modelo neoclásico nace como respuesta a las críticas del modelo de crecimiento de Harrod- Domar. Sin embargo, al introducir una función de producción, determinan que la cantidad que ahorra el país influye en la tecnología utilizada a través de una variación de la cantidad de los factores utilizados. El crecimiento vuelve a ser exponencial a una tasa constante cuando la proporción de factores permanece invariable.